# عبد الواسع السقاف
عبد الواسع طه محمد السقاف (12 فبراير 1974-) هو شاعر وكاتب صحفي يمني.

## الحياة والنشأة
ولد الأديب عبد الواسع طه محمد السقاف في قرية (الحضارم) محافظة تعز – الجمهورية اليمنية في 12 فبراير 1974م لأب وأم من أسرة السقاف (المعروفة في اليمن بأصولها الحضرمية) وكان أبوه يعمل في مجال البناء والمقاولات. درس السقاف المرحلة الأبتدائية والأعدادية في (مدرسة النور العلمية) وهي أحدي أقدم مدرستين تم تأسيسهما في اليمن قبل ثورة 26 سبتمبر اليمنية 1962م أبان حكم الأمام أحمد بن يحيى. أنتقلت أسرة السقاف إلى تعز بعد قيام الوحدة اليمنية عام 1990م ليتلقى تعليمه الثانوي في مدرسة (ثانوية تعز الكبرى). درس السقاف في جامعة تعز حيث حصل على بكالوريوس الأداب تخصص ترجمة عام 1998، وأنتقل لتلقى الدراسات العليا إلى العاصمة صنعاء ليحصل على ماجستير أداب تخصص ترجمة من جامعة صنعاء عام 2002م، ومن ثم ماجستير في إدارة الأعمال عبر البرنامج الهولندي بالتعاون مع جامعة ماسترخت للإدارة عام 2009م، ودكتوراه في الاقتصاد تخصص إدارة المخاطر.

## مسيرته
عمل السقاف في عدد من القطاعات (الحكومية والخاصة والمنظمات الدولية)، ومن أهم ما قام به:
- تدريس مادتي الأدب الأنجليزي والترجمة، وكذا إدارة الأعمال
- باحث في عدد من مراكز الدراسات الأستراتيجية وخبير في مجال إدارة المخاطر

## الإصدارات[4]
- ديوان * ماذا بعد يا ألاء عن (الهيئة اليمنية العامة للكتاب) ببيروت عام 2007 وهو شعر عربي فصيح
- ديوان * الرجل السراب عن (مطابع اليمن الحديث للطباعة والنشر) بصنعاء عام 2012 وهو شعر عربي فصيح[5]
- كتاب * النجاح: كيف تصنعه بنفسك عن (مطابع اليمن الحديث للطباعة والنشر) بصنعاء عام 2012 وهو كتاب تنمية بشرية
- ديوان * أنت عطري عن (البيت اليمني للموسيقى) بصنعاء عام 2013 وهو (ألبوم صوتي)
- ديوان * كائن تُرابي عن (ببلومانيا للنشر والتوزيع) بالقاهرة عام 2019 وهو شعر عربي فصيح
- العديد من الدواوين المخطوطة
- السقاف من أوائل من ترجم الشعر الأجنبي إلى شعر باللغة العربية وتم نشر أعمال عالمية ترجمها لـ شكسبير وويليام ووردزوورث في (الثقافية) بـ الجمهورية (صحيفة يمنية) بين الأعوام 1997-2000م.

## النشاطات والفعاليات
للسقاف نشاطات أدبية وكتابات صحفية في عدد كبير من المواقع الأدبية والصحف المحلية والعربية خاصة الالكترونية منها، وله كتابات باللغة العربية والإنجليزية، وتتواجد قصائده وأشعاره بالمنتديات وعلى وسائل تواصل اجتماعي كـ (الفيس بوك) و (التويتر) و (الانستغرام) حسب المناسبات العامة، وقد وصفه ومنحه القراء والمتابعين عدد من الألقاب ومنها «شاعر العرب» نسبة لعنوان قصيدة نُشرت له في ديوان «ماذا بعد يا ألاء». ومن أهم نشاطاته المجتمعية والأدبية:
- مؤسس والأمين العام لمؤسسة (النوع الاجتماعي)
- مؤسس ومدير تحرير (صحيفة التأمين)
- حاصل على العضوية الفخرية الأولى للمجلس العالمي للصحافة عام 2011، وتم انتخابه منسق اليمن عام 2012م نتيجة لكتاباته وأعماله الصحفية والأدبية إبان ثورة 11 فبراير الشبابية السلمية 2011م
- من أوائل الشعراء اليمنيين الذين أدرج أسمائهم في (الموسوعة الكبرى للشعراء العرب) 1956-2006م في إصدارها الأول - الرباط
- من أوائل الشعراء اليمنيين المُدرج أسمائهم في الموسوعة العالمية للشعر العربي «أدب»
- من أوائل الشعراء اليمنيين المُدرج أسمائهم في (تجمع شعراء العالم) - تشيلي

## عضويات
- عضو اتحاد الأدباء والكتاب اليمنيين.
- عضو الجمعية اللغوية للمترجمين واللغوين العرب.

## جوائز
أول من حصل على العضوية الفخرية لـ (المجلس العالمي للصحافة) في اليمن نتيجة لأسهاماته في مجال الكتابة الصحفية والأدبية إبان ثورة 11 فبراير الشبابية السلمية 2011م ثورة الشباب اليمنية ومن أوائل الشعراء اليمنيين الذين أدرج أسمائهم في (الموسوعة الكبرى للشعراء العرب) 1956-2006م في إصدارها الأول بـ الرباط.

## وصلات خارجية
- الموسوعة العالمية للشعرب العربي – صفحة عبد الواسع السقاف .
- الموسوعة الكبرى للشعراء العرب - صفحة عبد الواسع السقاف .
- تجمع شعراء العالم - صفحة عبد الواسع السقاف .
- موقع البليغ - صفحة عبد الواسع السقاف
- موقع شطر - صفحة عبد الواسع السقاف
- قاعدة بيانات الشعر العربي والمترجم والإقتباسات - صفحة عبد الواسع السقاف
- موقع وادي عبقر - صفحة عبد الواسع السقاف
- الجمعية الدولية للغوين والمترجمين العرب - صفحة عبد الواسع السقاف .
- مقالات صحفية - صفحة عبد الواسع السقاف